# John Baptist Liu Jingshan
John Baptist Liu Jingshan (* 24. Oktober 1913 in der Inneren Mongolei; † 4. Februar 2013 in Yinchuan) war römisch-katholischer Bischof von Yinchuan (Ningsia, Ningxia) im Autonomen Gebiet Ningxia der Hui-Nationalität in der Volksrepublik China.

## Leben
Liu Jingshan, der aus der Inneren Mongolei stammte, wurde 1942 zum Priester geweiht. Nach der Machtübernahme Mao Zedongs begann eine Zeit der massiven Unterdrückung aller Religionen. Liu Jingshan war von 1951 bis 1970 in einem kommunistischen Arbeitslager interniert. Erst nach dem Ende der Kulturrevolution wurde er freigelassen und konnte seine seelsorgliche Tätigkeit wieder aufnehmen. 
1984 übernahm er die Leitung der Diözese Yinchuan, empfing aber erst im Alter von achtzig Jahren die Bischofsweihe. Er wurde durch Papst Benedikt XVI. sowie die Chinesische Katholisch-Patriotische Vereinigung anerkannt. Am 21. Dezember 2007 weihte er in der Kathedrale von Yinchuan seinerseits Joseph Li Jing zum Bischof, welcher ihn anschließend als Koadjutorbischof unterstützte. 2009 wurde Liu Jingshan emeritiert und Li Jing sein Nachfolger.